# طب سنتی تبتی

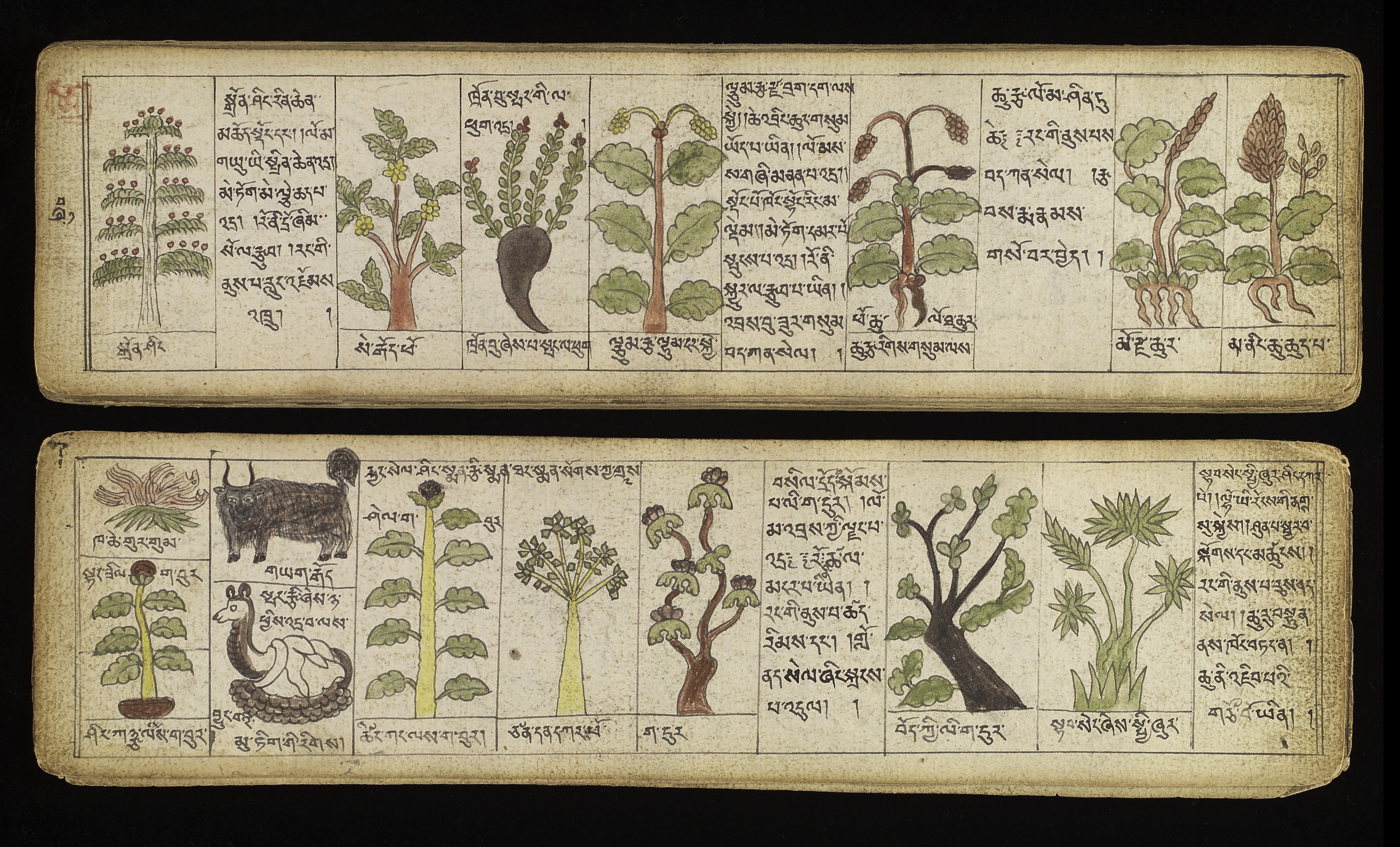
تصاویر موضوع پزشکی تبتی

طب سنتی تبتی به یک سیستم پزشکی سنتی قرن‌ها پیش اطلاق می‌شود که از رویکرد پیچیده‌ای برای تشخیص استفاده می‌کند و شامل تکنیک‌هایی مانند خون‌گیری، موکسی‌باسشن، درمان فشرده، حمام دارویی، ماساژ و فارماکولوژی است که بر فرمول پیچیده‌ای از داروهای چند عنصری متکی است که از گیاهان، مواد معدنی، فلزات و محصولات حیوانی استفاده می‌کند.
سیستم پزشکی تبت مبتنی بر شیوه‌های بهداشتی بومی و ادبیات بودایی تبتی (به عنوان مثال تانتراهای ابهیدارما و وجرایانا) است. علاوه بر تبت، در مناطق لداخ و سیکیم در شمال هند، بخش‌های غربی و شمالی نپال و کل قلمرو بوتان نیز گسترش یافته است. مغولستان داخلی، سین کیانگ و مناطق مغول نشین در شمال شرقی تأثیرات تاریخی زیادی از طب تبتی داشته‌اند. طب سنتی مغولستان و مناطق بوریات و تووا فدراسیون روسیه و همچنین جمهوری کالمیکیا واقع در حوضه رودخانه ولگا نیز عمدتاً تحت تأثیر طب تبتی است. این باور سنتی بودایی را در بر می‌گیرد که همه بیماری‌ها در نهایت از سه سم ناشی می‌شوند: توهم، طمع و بیزاری. طب تبتی از چهار حقیقت شریف بودا پیروی می‌کند که منطق تشخیص پزشکی را در رنج اعمال می‌کند.